# Partido Republicano Social Cristiano
El Partido Republicano Social Cristiano (PRSC) es un partido político costarricense de centroderecha fundado en junio de 2014. El partido fue fundado por figuras cercanas al expresidente de la República Rafael Ángel Calderón Fournier y de la tendencia calderonista que abandonaron el Partido Unidad Social Cristiana.

## Historia
Extrae el nombre del Partido Republicano Nacional, mismo al que perteneció el padre de Calderón Fournier, el Dr. Rafael Ángel Calderón Guardia, presidente en el período 1940-1944 y caudillo histórico del calderonismo. Calderón previamente había fundado el Partido Republicano Calderonista en los años setenta que, junto a otras tres agrupaciones, formó la Coalición Unidad en 1977, dicha coalición llevó al poder al presidente Rodrigo Carazo Odio (1978-1982). Posteriormente se crea la Unidad Social Cristiana, partido que llevó al poder al expresidente Calderón Fournier (1990-1994), al expresidente Miguel Ángel Rodríguez Echeverría (1998-2002) y al doctor Abel Pacheco de la Espriella (2002-2006).
Tras desavenencias entre los dos sectores principales del PUSC; el ala calderonista y el ala liberal que se dan tras las elecciones presidenciales de 2014, el calderonismo se separa formando su propio partido en principio inscrito a escala cantonal de Alajuela pero luego inscribiéndose a escala nacional. Sus primeras justas electorales fueron las elecciones municipales de 2016 donde obtiene el alcalde Vázquez de Coronado, el intendente de Tucurrique y numerosos síndicos, concejales y regidores. El 28 de agosto de 2016 seleccionó mediante su Asamblea Nacional al médico pediatra Rodolfo Hernández, exdirector del Hospital Nacional de Niños, como su candidato. A partir del 2018 el partido inició conversaciones con otras fuerzas políticas de derecha como Nueva Generación, Alianza Demócrata Cristiana, Renovación Costarricense, Movimiento Libertario, Accesibilidad Sin Exclusión, Unidos Podemos y un sector de la Unidad Social Cristiana para negociar una coalición conservadora para las elecciones de 2022. En 2021 se reportó que el partido formaba parte de las organizaciones políticas en torno a la posible candidatura del exministro Rodrigo Chaves Robles.
A finales de mayo el Partido Republicano Social Cristiano y Chaves anunciaron su separación afirmando incompatibilidades ideológicas e incumplimiento de acuerdos incluida la candidatura de Rodolfo Hernández para diputado por San José.
Para 2022 el partido descartó cualquier coalición y seleccionó a Rodolfo Hernández Gómez como su candidato presidencial por segunda vez y primer lugar por San José a diputado.

## Comité Ejecutivo
Actualmente el Comité Ejecutivo Superior del Partido se encuentra integrado por:
Presidente: OTTO ROBERTO VARGAS VÍQUEZ
Secretario General: JOSÉ PABLO RODRÍGUEZ ROJAS
Tesorera: ROSA PALMA BARBOZA
Vicepresidenta: ANDREA VÍQUEZ RODRÍGUEZ 
Vicepresidente: CARLOS EDUARDO ARAYA GUILLÉN 
Vicepresidente: JAVIER GAMBOA CALDERÓN
Vicepresidenta: MARIA DEL PILAR NORZA HERNÁNDEZ 
Vicepresidente: MAYBELL BENAVIDES HERNÁNDEZ 
Vicepresidente: RODOLFO SOTOMAYOR AGUILAR 
Vicepresidenta: Vacante

## Resultados Electorales

### Elecciones presidenciales
|  | 4.95 % |

|  | 0.58 % |

### Elecciones legislativas
|  | 4.21 % |

|  | 1.50 % |

### Elecciones municipales
| Año  | Alcaldías |
| ---- | --------- |
| 2016 | 1/82      |
| 2020 | 2/82      |
| 2024 | 2/84      |

## Diputados 2018-2022
| N.º | Provincia | Nombre                     |
| --- | --------- | -------------------------- |
| 1   | San José  | Otto Roberto Vargas Víquez |

El diputado Dragos Dolanescu Valenciano por la Provincia de Alajuela (2018-2022), fue electo por el PRSC pero se declaró independiente a partir del 10 de julio de 2020.

## Alcaldes 2020-2024
| Provincia | Cantón              | Alcalde                   |
| --------- | ------------------- | ------------------------- |
| San José  | Vázquez de Coronado | Rolando Méndez Soto       |
| Heredia   | Barva               | Jorge Antonio Acuña Prado |

## Alcaldes 2024-2028
| Provincia  | Cantón     | Alcalde                     |
| ---------- | ---------- | --------------------------- |
| Heredia    | Barva      | Jorge Antonio Acuña Prado   |
| Puntarenas | Monteverde | Yeudy Miguel Ramírez Brenes |